# La Restitution
 (juillet 2025).
Pour plus de détails, voir Fiche technique et Distribution.
La Restitution est un film muet français réalisé par Louis Feuillade et sorti en 1910.

## Fiche technique
- Réalisation et scénario : Louis Feuillade
- Société de production : Société des Établissements L. Gaumont
- Pays : France
- Format : Muet - Noir et blanc - 1,33:1 - 35 mm
- Métrage : 108 m
- Durée : inconnue
- Date de sortie : 
  -  France - 24 janvier 1910

## Distribution
- Alice Tissot
- Maurice Vinot